# Scuola secondaria di primo grado "Lorenzo il Magnifico"
La scuola secondaria di primo grado "Lorenzo il Magnifico" è situata in corso Matteotti 9, nel centro storico di Torino, e risiede in un edificio storico che ospita istituzioni scolastiche dalla seconda metà dell’Ottocento: i primi corsi, di livello elementare, vi iniziarono nel 1873/74.

## L'edificio
Nei primi vent’anni della sua storia vi hanno messo mano tre dei progettisti più attivi della Torino del XIX secolo, adattandola ogni volta alla nuova destinazione; il più celebre è proprio l’autore della costruzione originale, Luigi Formento, che non lontano da qui progettò due edifici religiosi tra i più noti della sua produzione, la Chiesa di San Secondo e il Tempio Valdese.
L'edificio sorge nel luogo in cui originariamente era ubicata la «Piazza d'Arme di San Secondo», che serviva il vicino ex-arsenale edificato nel 1738-1742, oggi Scuola di Applicazione e Istituto di Studi Militari.
Intorno alla metà dell’Ottocento la piazza d’armi fu spostata a ovest verso corso Vinzaglio e successivamente nell’area dove oggi sorge l’isola pedonale della Crocetta. 
Al suo posto, con la vendita dei terreni demaniali ai privati, sorse un quartiere residenziale denominato “sezione Monviso”.
In quest’area, nel 1856 sorse l’edificio attuale, progettato dall’arch. Formento. La costruzione era destinata a casa e magazzino della ditta Corbella e Delucca, che trattava finte decorazioni marmoree.
Nel 1863 la famiglia Vietti, dopo aver acquisito l’immobile, lo trasformò in un palazzo residenziale, aggiungendovi il balcone ancora prospiciente il corso Matteotti, allora denominato corso Oporto

## La scuola
Subito dopo l’unità d’Italia in questa zona fu costruita la nuova stazione ferroviaria centrale di Porta Nuova. Lo sviluppo industriale e commerciale di Torino in quegli anni incrementò significativamente la popolazione. Tale fenomeno, unito alla volontà di diffondere e rendere veramente pubblica l’istruzione (espressa da riforme come le leggi Casati e Coppino) spinse il Comune di Torino a costruire nuove scuole o ad acquisire abitazioni private per trasformarle in edifici scolastici. 
Nel 1873 quindi la città comprò all'asta la casa della famiglia Vietti e la ampliò per adattarla alla nuova funzione di scuola elementare femminile con il nome di “Scuola Monviso”. Nel 1897 la scuola era frequentata da circa duecento alunni ed era dotata di una delle prime "Biblioteche Circolanti" grazie alla donazione di diverse centinaia di volumi da parte del banchiere e filantropo Albert Geisser. La scuola venne poi ampliata per soprelevazione nel 1901, aggiungendo il secondo piano destinato alla Regia Scuola Tecnica Femminile. Nel 1907, dopo la morte del famoso poeta, la scuola "Monviso" venne intitolata durante una manifestazione pubblica a "Giosuè Carducci". 
Nel 1914, in seguito alla richiesta della scuola "D'Azeglio" di usufruire delle aule in via Gioia occupate dalla sezione maschile della scuola "Carducci" per far fronte all'aumento degli alunni iscritti al proprio Ginnasio, i bambini della scuola primaria vennero trasferiti in Corso Oporto 11, accanto alla sezione femminile, nei locali dell'asilo comunale "Cavour" e accanto alla sede del periodico cattolico "Il Momento". Una parte dell’edificio sarà destinata nello stesso anno all’Osservatorio di Fitopatologia.
Nel 1940, la legge Bottai decise la nascita della scuola media unica, scorporando i primi tre anni del ginnasio e facendone un ordine scolastico a sé, mentre la quarta e quinta ginnasio vennero accorpate al liceo classico (situazione che dura ancor oggi). Così, dai primi tre anni del Ginnasio Monviso nacque la Scuola Media intitolata al beato Sebastiano Valfrè, che era stato attivo durante l’assedio di Torino del 1706. 
I bombardamenti su Torino  tra il 1942 e il 1945 danneggiarono lievemente la sezione femminile della scuola Carducci ma in modo severo l'edificio adiacente di corso Oporto 11 che verrà quindi demolito e ricostruito negli anni '50. 
Nel 1957 venne inaugurata in Corso Matteotti 6 la nuova sede della scuola elementare Carducci su progetto dell'arch. Gualtiero Casalegno nell'area precedentemente occupata dal secentesco Arsenale militare in un complesso unico con la nuova sede degli Uffici direzionali delle Cartiere Burgo. Il nuovo edificio scolastico venne presentato sugli organi di stampa come "La scuola più moderna d'Europa" in quanto dotata di venti aule luminose, un solarium per le lezioni all'aperto, una piscina e un refettorio. Nello stesso anno la media Valfrè venne spostata da via Gioia in via S. Tommaso (dove oggi sorge la succursale del Convitto Umberto I) e, dal 1968, definitivamente in c. Matteotti 9 nella storica sede della elementare Carducci. 
Successivamente la ”Valfrè” cambiò nome in “Lorenzo il Magnifico”, e venne accorpata dal 1999/2000 alla Meucci di via Revel, di cui divenne succursale.
Dal 2019 la scuola "Lorenzo il Magnifico" fa parte dell'istituto comprensivo "C.so Matteotti-Rignon".

## Le lapidi

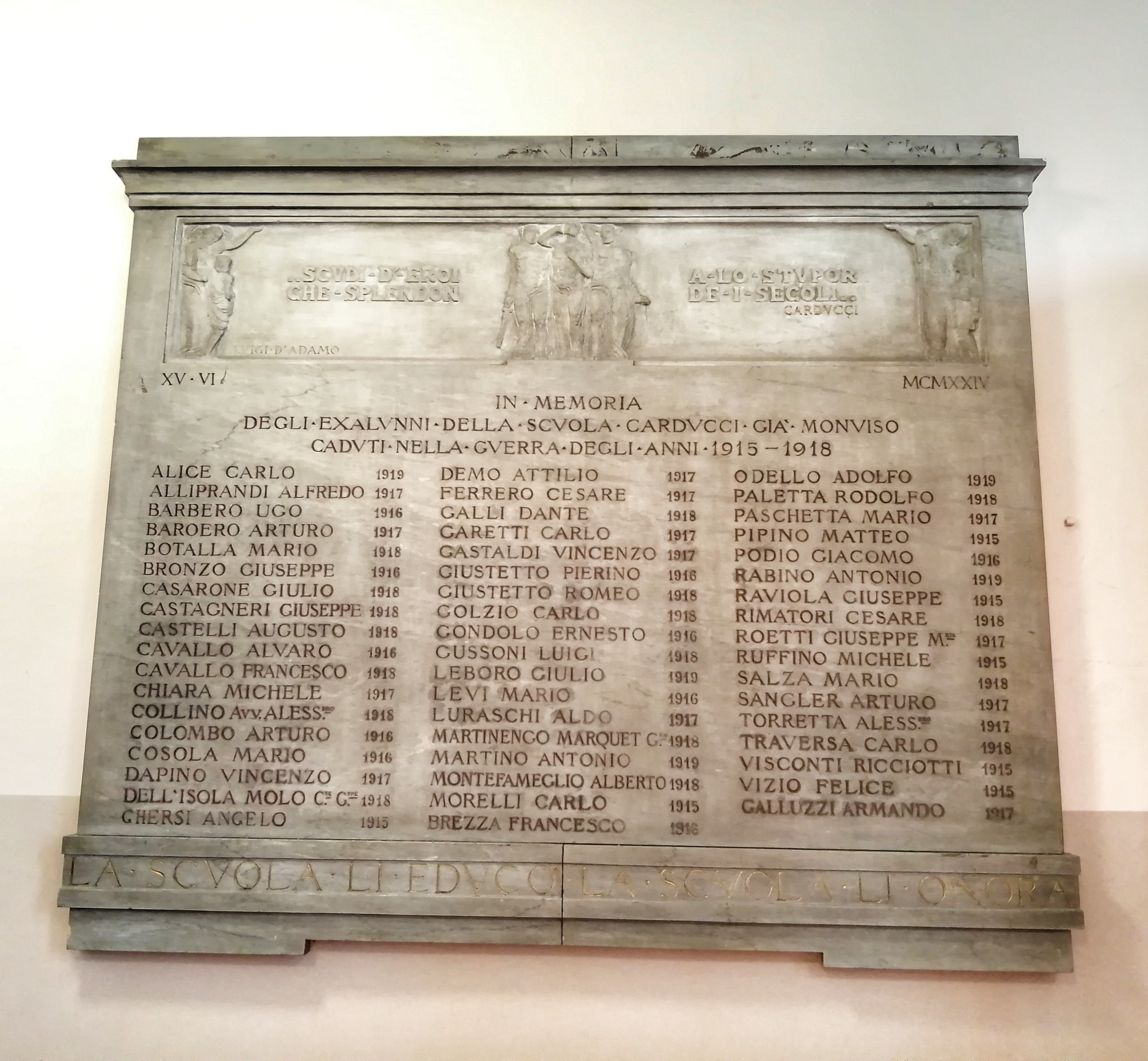

L’edificio è caratterizzato dalla presenza di alcune lapidi commemorative dei caduti della Prima Guerra Mondiale(1914-1918), al pianterreno e al secondo piano. Le lapidi vennero poste su iniziativa del Patronato dalla Scuola Carducci in onore di un insegnante della scuola caduto sul Carso e riportano i nomi degli "ex-alunni della scuola diurna e serale caduti In guerra, o morti negli ospedali per malattia o per ferite in dipendenza della guerra stessa". Le lapidi vennero inaugurate nel 1929 insieme ad altre simili in diverse scuole torinesi con una serie di cerimonie che videro la partecipazione del Principe di Piemonte.